# Cantonul Draguignan
Cantonul Draguignan este un canton din arondismentul Draguignan, departamentul Var, regiunea Provence-Alpes-Côte d'Azur, Franța.

## Comune
- Ampus
- Draguignan (reședință)
- Flayosc
- La Motte
- Trans-en-Provence